# モンキー・ビジネス
『モンキー・ビジネス』（Monkey Business）は、ブラック・アイド・ピーズの4枚目のスタジオ・アルバム。

## 収録曲
1. パンプ・イット - "Pump It"
2. ドント・ファンク・ウィズ・マイ・ハート - "Don't Phunk with My Heart"
3. マイ・スタイル feat.ジャスティン・ティンバーレイク - "My Style" (featuring Justin Timberlake and Timbaland)
4. ドント・ライ - "Don't Lie"
5. マイ・ハンプス - "My Humps / So Real (outro)"
6. ライク・ザット feat.Q-ティップ、タリブ・クウェリ、シー・ロー&ジョン・レジェンド - "Like That" (featuring Q-Tip, Talib Kweli, CeeLo Green and John Legend)
7. ダム・ディドリー feat.ダンテ・サンティアゴ - "Dum Diddly" (featuring Dante Santiago)
8. フィール・イット - "Feel It"
9. ゴーン・ゴーイング feat.ジャック・ジョンソン - "Gone Going"
10. ゼイ・ドント・ウォント・ミュージック feat.ジェイムス・ブラウン - "They Don't Want Music" (featuring James Brown)
11. ディスコ・クラブ - "Disco Club"
12. ベボー - "Bebot"
13. バ・バンプ - "Ba Bump"
14. オーディオ・ディライト・アット・ロウ・フィデリティ - "Audio Delite at Low Fidelity"
15. ユニオン feat.スティング - "Union" (featuring Sting)

### ボーナス・トラック
1. ドゥ・ホワット・ユー・ウォント - 	"Do What You Want" (インターナショナル盤・ボーナス・トラック)
2. イフ・ユー・ウォント・ラヴ - "If You Want Love" (日本盤&イギリス盤のボーナス・トラック)
3. メイク・ゼム・ヒア・ユー - "Make Them Hear You" (日本盤のみのボーナス・トラック)